# مدرسة لطيفة للبنات
مدرسة لطيفة للبنات هي مدرسة خاصة تقع في دبي، الإمارات. تأسست في عام 1982.

## الروابط الخارجية
1. ↑  "معلومات عن مدرسة لطيفة للبنات على موقع isni.org". isni.org. مؤرشف من 0004 1779 5591 الأصل في 2020-03-25. اطلع عليه بتاريخ 2021-05-09. {{استشهاد ويب}}: تحقق من قيمة |مسار= (مساعدة)
2. ↑  "معلومات عن مدرسة لطيفة للبنات على موقع ido.ringgold.com". ido.ringgold.com. مؤرشف من الأصل في 2021-05-09.

- Latifa School for Girls - Official school website.
- www.dubaifaqs.com/latifa-school-for-girls.php - Dubai FAQs information.